# Ann McLane Kuster

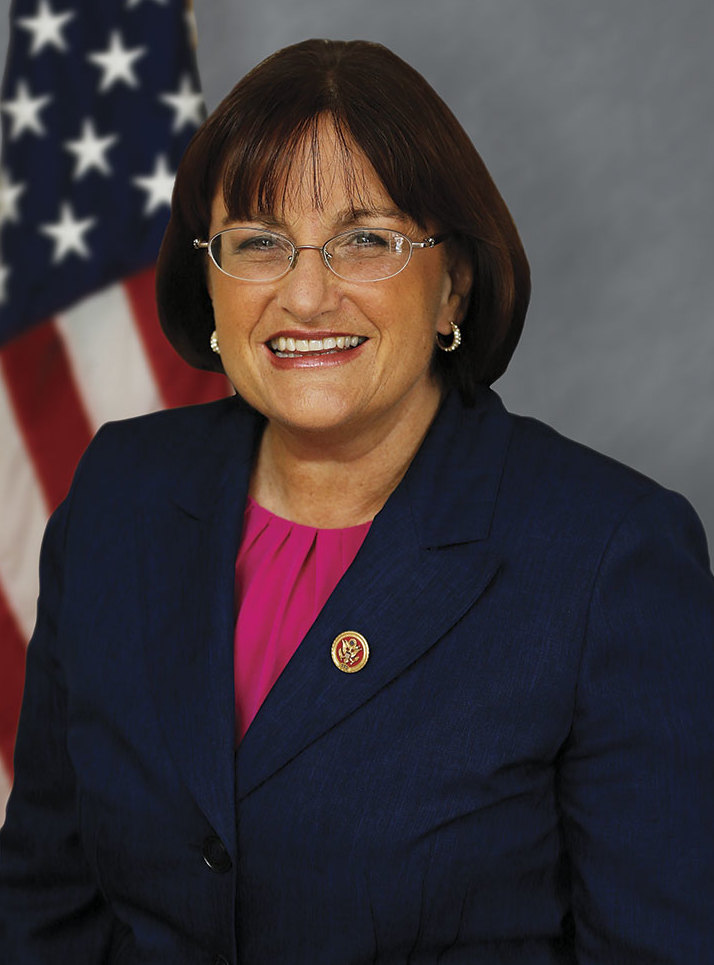
Ann McLane Kuster (2017)

Ann L. „Annie“ McLane Kuster (* 5. September 1956 bei Concord, Merrimack County, New Hampshire) ist eine US-amerikanische Politikerin der Demokratischen Partei. Von Januar 2013 bis Januar 2025 vertrat sie den zweiten Distrikt des Bundesstaats New Hampshire im US-Repräsentantenhaus.

## Werdegang
McLane Kuster besuchte bis 1980 das Dartmouth College in Hanover, wo sie 1978 einen Bachelor of Arts erlangte. Daran schloss sich bis 1984 ein Jurastudium an der Georgetown University in Washington, D.C. an, das sie 1984 mit dem Juris Doctor (J.D.) beendete. In den folgenden Jahren arbeitete sie als Rechtsanwältin und Firmenberaterin.
McLane Kuster ist verheiratet und hat mit ihrem Mann Brad zwei erwachsene Söhne. Das Paar lebt in Hopkinton (New Hampshire).

## Politik
Obwohl ihre Eltern Mitglied der Republikanischen Partei waren und in ihrer Heimat einige lokale Ämter bekleideten, schloss sie sich der Demokratischen Partei an. Von 1978 bis 1981 war sie für den damals noch republikanischen Kongressabgeordneten Pete McCloskey aus Kalifornien tätig, der später auch zu den Demokraten wechselte. Im Jahr 2010 kandidierte sie noch erfolglos für das US-Repräsentantenhaus.
Bei den Kongresswahlen des Jahres 2012 wurde Ann Kuster dann aber im zweiten Wahlbezirk von New Hampshire in das US-Repräsentantenhaus gewählt, wo sie am 3. Januar 2013 die Nachfolge des Republikaners Charles Bass antrat, dem sie zwei Jahre zuvor noch unterlegen war. Am 6. November 2012 erzielte sie 50 Prozent der Wählerstimmen, während für Bass nur 45 Prozent votierten. 2014 setzte sie sich mit 54,9 % gegen die Republikanerin Marilinda Garcia durch. Im Jahr 2016 gewann sie mit 49,8 % gegen Jim Lawrence von der Republikanischen Partei und den unabhängigen John Babiarz. Bei der Wahl 2018 traf sie auf den Vertreter der Republikaner, Steve Negron, und Justin O'Donnell von der Libertarian Party. Kuster konnte die Wahl mit 55,5 % gewinnen. In der Wahl zum Repräsentantenhaus der Vereinigten Staaten 2020 setzte sie sich erneut gegen Negron, den sie bereits in der Wahl zuvor besiegte, sowie den Libertären Andrew Olding mit 53,9 % durch.
Die Primary (Vorwahl) ihrer Partei für die Wahlen 2022 am 13. September gewann sie ohne Gegenkandidaten. Sie trat dadurch am 8. November gegen Bob Burns von der Republikanischen Partei an. Sie entschied die Wahl mit 56,6 % der Stimmen für sich und war dadurch auch im Repräsentantenhaus des 118. Kongresses vertreten.[veraltet] Als ihre Nachfolgerin gewann Maggie Goodlander neben Chris Pappas den zweiten Sitz der Demokraten für New Hampshire im Repräsentantenhaus.
Im März 2024 gab sie bekannt, dass sie bei der Wahl im November desselben Jahres nicht erneut kandidieren werde.

### Ausschüsse
McLane Kuster war Mitglied in folgenden Ausschüssen des Repräsentantenhauses
- Committee on Energy and Commerce
  - Communications and Technology
  - Energy, Climate, and Grid Security
  - Health

Zuvor war sie auch Mitglied im Committee on Agriculture.